# Ropica bifuscoplagiata
Ropica bifuscoplagiata är en skalbaggsart som beskrevs av Stefan von Breuning 1960. Ropica bifuscoplagiata ingår i släktet Ropica och familjen långhorningar.
Artens utbredningsområde är Filippinerna. Inga underarter finns listade i Catalogue of Life.